# جورج بيلو (لاعب كرة قدم)
جورج بيلو (بالإنجليزية: George Bello)‏ (22 يناير 2002 في نيجيريا - ) هو لاعب كرة قدم أمريكي في مركز الدفاع.

## وصلات خارجية
- جورج بيلو على موقع الاتحاد الأوربي (الإنجليزية)
- جورج بيلو على موقع الدوري الأمريكي (الإنجليزية)
- جورج بيلو على موقع قاعدة بيانات كرة القدم.إي يو (الإنجليزية)
- جورج بيلو على موقع ناشيونال فوتبول تيمز (الإنجليزية)
- جورج بيلو على موقع Soccerway.com (الإنجليزية)
- جورج بيلو على موقع عالم كرة القدم.نت (الإنجليزية)